# Cosmosoma intensa
Cosmosoma intensa là một loài bướm đêm thuộc phân họ Arctiinae, họ Erebidae.